# Yves Chauveau
Yves Chauveau (Bourg-en-Bresse, 14 aprile 1945) è un ex calciatore francese, di ruolo portiere.

## Carriera

### Club
Ha giocato nella prima divisione francese.

### Nazionale
Ha collezionato una presenza con la propria Nazionale.

## Palmarès

### Giocatore

#### Competizioni nazionali
- Campionato francese: 1

Monaco: 1977-1978
- Coppa di Francia: 2

O. Lione: 1966-1967, 1972-1973
- Supercoppa francese: 1

O. Lione: 1973

#### Competizioni internazionali
- Coppa delle Alpi: 1

Monaco: 1979

## Statistiche

### Cronologia presenze e reti in Nazionale
| Cronologia completa delle presenze e delle reti in nazionale ― Francia | Cronologia completa delle presenze e delle reti in nazionale ― Francia | Cronologia completa delle presenze e delle reti in nazionale ― Francia | Cronologia completa delle presenze e delle reti in nazionale ― Francia | Cronologia completa delle presenze e delle reti in nazionale ― Francia | Cronologia completa delle presenze e delle reti in nazionale ― Francia | Cronologia completa delle presenze e delle reti in nazionale ― Francia | Cronologia completa delle presenze e delle reti in nazionale ― Francia |
| Data                                                                   | Città                                                                  | In casa                                                                | Risultato                                                              | Ospiti                                                                 | Competizione                                                           | Reti                                                                   | Note                                                                   |
| ---------------------------------------------------------------------- | ---------------------------------------------------------------------- | ---------------------------------------------------------------------- | ---------------------------------------------------------------------- | ---------------------------------------------------------------------- | ---------------------------------------------------------------------- | ---------------------------------------------------------------------- | ---------------------------------------------------------------------- |
| 30-4-1969                                                              | Parigi                                                                 | Francia                                                                | 1 – 0                                                                  | Romania                                                                | Amichevole                                                             | -                                                                      |                                                                        |
| Totale                                                                 |                                                                        | Presenze                                                               | 1                                                                      |                                                                        | Reti                                                                   | 0                                                                      |                                                                        |